# Neivamyrmex spoliator
Neivamyrmex spoliator är en myrart som först beskrevs av Auguste-Henri Forel 1899.  Neivamyrmex spoliator ingår i släktet Neivamyrmex och familjen myror. Inga underarter finns listade i Catalogue of Life.